# Pawel Wladimirowitsch Wittenburg
Pawel Wladimirowitsch Wittenburg (russisch Павел Владимирович Виттенбург; * 28. Januarjul. / 9. Februar 1884greg. in Wladiwostok; † 29. Januar 1968 in Leningrad) war ein russisch-sowjetischer Geologe, Geograph, Polarforscher und Hochschullehrer.

## Leben
Wittenburgs Vater war der deutsch-baltische Adlige Woldemar-Karl von Wittenburg (* 1840 in Wolmar), der als Kollegienregistrator (14. Rangklasse) in Łódź die Telegrafenstation leitete, am polnischen Januaraufstand 1863/186464 teilnahm und unter Verlust seines Adelsrangs nach Sibirien verbannt wurde. In Blagoweschtschensk wurde er 1870 Leiter der Telegrafen-Abteilung. Zu ihm kam seine Verlobte Maria Tydelskaja (* 1848 in Włocławek), Tochter des polnischen evangelischen Pastors John Tydelski und seiner englischen Frau und Schwester des Tulaer Bergbauingenieurs Wilhelm-Adolf Wittenburg, und heiratete ihn. Woldemar-Karl von Wittenburg, nun Wladimir Iwanowitsch Wittenburg, erhielt für treue Dienste den Sankt-Stanislaus-Orden III. Klasse und den Rang eines Kollegiensekretärs (10. Rangklasse) und wurde 1877 als Telegrafist nach Wladiwostok versetzt. Er gründete 1884 mit anderen die Gesellschaft zur Erforschung der Amur-Region, die die erste wissenschaftliche Gesellschaft in Fernost war und immer noch aktiv ist. Im selben Jahr wurde er vom Dienst suspendiert wegen Veruntreuung öffentlicher Gelder bei dem von ihm zu kontrollierenden Bau der Telegrafenlinie Blagoweschtschensk-Shanghai. Seine Unschuld konnte er nur in St. Petersburg beweisen, aber er durfte Sibirien nicht verlassen. Seine schwangere Frau reiste nach St. Petersburg, erwirkte eine Begnadigung gegen Zahlung der Schadenssumme von 1080 Rubel und kehrte nach zwei Monaten mit dem unterwegs geborenen Sohn Alexander zurück, worauf ihr Mann seinen Dienst wieder antreten konnte.
Pawel Wittenburg war das 8. von 9 Kindern der Familie Wittenburg und wurde im Alter von zwei Jahren von dem lutherischen Divisionsprediger August Rumpeter auf den Namen Paul Ludwig getauft. Taufpaten waren die Schwester Jelena (Elja) und der Arzt Dr. Ludwig Brik. Die Familie wohnte am Waldrand, wo die kleineren Kinder sich selbst überlassen waren. Als sie ein Bärenjunges fingen, verkauften sie es an den Zoo in Shanghai und kauften sich für die erhaltenen 10 Rubel eine Flinte, mit der sie kleine Tiere jagten. Ein französischer Naturforscher brachte ihnen das Präparieren bei, worauf sie zur Gründung einer kleinen Fauna-Sammlung der Ussuri-Region beitrugen.
Ab 1892 besuchte Pawel Wittenburg das Gymnasium in Wladiwostok. Als der Vater 1894 an Lungentuberkulose starb, erhielt die Mutter das Recht, sich überall im Russischen Reich niederzulassen. Dank eigener Einkünfte konnte sie ihren Söhnen eine höhere Bildung verschaffen. Als Pawel Wittenburg wegen mangelnden Fleißes aus der 3. Gymnasiumsklasse ausgeschlossen wurde, schickte sie ihn zu ihrer Tochter nach Libau, die mit dem Telegrafisten der dänischen Telegrafie-Gesellschaft Guido-Ernest Schumann-Delacroix verheiratet war. Im Frühjahr 1899 fuhr Pawel Wittenburg mit der älteren Schwester Karolina auf einem Schiff der Russischen Freiwilligen Flotte von Wladiwostok nach Odessa und dann  mit der Eisenbahn nach Libau, wo er in die 3. Klasse der Realschule aufgenommen wurde. Er entwickelte ein Interesse an Geografie und Entdeckungen und erhielt positive Beurteilungen von seinen Lehrern. Mit 17 Jahren verdiente er sich seinen Lebensunterhalt mit Privatunterricht und zog in ein Pensionszimmer um. Er begeisterte sich für die Fotografie und baute sich eine eigene Kamera. Er konnte eislaufen und fahrradfahren und meldete sich als Lehrling in einer Fahrradwerkstatt an. Er unterrichtete an der Sonntagsschule für Fabrikarbeiter und verfasste ein Rechenlehrbuch für seine Schüler.
Nach dem Abschluss an der Realschule 1905 mit Auszeichnung wurde Wittenburg aufgrund seiner Benotung in das Polytechnische Institut Riga aufgenommen. Allerdings kam es in der Russischen Revolution 1905 zu Unruhen und Streiks, so dass er Riga verließ und an die Universität Tübingen ging. Er entschied sich für Geologie als Hauptfach und Chemie und Botanik als Nebenfächer. Für die Zulassung als Doktorand bestand er 125 Prüfungen. Er gewann eine wissenschaftliche Auslandsreise der Universität und wählte als Ziel die Peter-der-Große-Bucht, um dort Material für seine Dissertation zu sammeln. Um selbständig in Fernost forschen zu können, wurde er vom Direktor des russischen staatlichen Geologischen Komitees Feodossi Tschernyschow unterstützt. Er sammelte paläontologisches Material und lernte die Trias der Murawjow-Amurski-Halbinsel und der Russki-Insel kennen. Sein Bericht wurde im August 1908 in der Gesellschaft zur Erforschung der Amur-Region in Wladiwostok verlesen. Mit seiner Dissertation über die Geologie der ostasiatischen Küste der Peter-der-Große-Bucht wurde er am 6. Februar 1909 von der Universität Tübingen zum Doktor der Naturwissenschaften promoviert. Die Dissertation (in deutscher Sprache) erschien als Sonderausgabe in Stuttgart, während die russische Übersetzung 1911 im 30. Band der Nachrichten des Geologischen Komitees erschien.
Nach seiner Rückkehr wurde Wittenburg außerordentlicher Kollektor des Geologischen Komitees in St. Petersburg. Im April 1909 wurde er zum Vollmitglied der Mineralogischen Gesellschaft gewählt und erhielt von der Direktion den Auftrag, für die 2. Serie der Notizen der Mineralogischen Gesellschaft und für die Materialien zur Geologie Russlands ein Verzeichnis der Geologie-Fachaufsätze der Jahre 1895–1909 in russischer und deutscher Sprache zu erstellen. Im Januar 1910 heiratete er die Studentin des St. Petersburger privaten Medizin-Fraueninstituts Sinaida Iwanowna Rasumichina. 1911 erhielt er für seine Forschungsergebnisse, die er auch für seine Dissertation benutzt hatte, den Busse-Preis der Gesellschaft zur Erforschung der Amur-Region. 1912 erhielt er die Anstellung im St. Petersburger Geologischen Museum der Kaiserlichen Akademie der Wissenschaften. Im selben Jahr wurde er von der Kaiserlichen Universität Dorpat zum Magister der mineralogischen und geologischen Wissenschaften promoviert. 1913 nahm er an der Spitzbergen-Expedition teil. Während des Ersten Weltkriegs leitete er 1917 die 3. Ussuri-Expedition.
Nach der Oktoberrevolution organisierte Wittenburg 1918 eine Arbeiterschule in Olgino. 1919 leitete er in Lachta bei Olgino die Lachtaer Exkursionsstation  und das Natur-Museum des Nordufers der Newabucht im ehemaligen Schloss der Grafen Stenbok-Fermor. Er begann seine Lehrtätigkeit in den Höheren Geographischen Kursen in Petrograd, aus denen das spätere Geographische Institut hervorging, und wurde zum Professor ernannt. Er war 1919 vom Sestrorezker Militärkommissar und dann von der Tscheka kurzzeitig verhaftet worden. Im März 1921 wurde er im Zusammenhang mit dem Kronstädter Matrosenaufstand erneut verhaftet, um bald wieder freigelassen zu werden.
In den 1920er Jahren beteiligte sich Wittenburg an den geologischen Untersuchungen auf der Halbinsel Kola, auf der Doppelinsel Nowaja Semlja und in der Ussuri-Region. Im Januar 1925 wurde er zum Prorektor des Geographischen Instituts für den wissenschaftlichen Teil gewählt. 1926 wurde er nach Norwegen, Schweden und Deutschland geschickt, und er nahm am 2. Allrussischen Geologie-Kongress in Kiew teil. 1926 wurde er wissenschaftlicher Sekretär der Kommission zur Erforschung Jakutiens der Akademie der Wissenschaften der UdSSR. Er war Professor auf dem Lehrstuhl für Geographie der Polarländer der Universität Leningrad.
Im April 1930 wurde Wittenburg im Zusammenhang mit dem von der OGPU inszenierten Prozess gegen Historiker der Akademie der Wissenschaften der UdSSR verhaftet und nach Ermittlungen bis Februar 1931 nach Artikel 58 des Strafgesetzbuches der RSFSR zur Höchststrafe (Tod durch Erschießen) verurteilt, die durch 10 Jahre Lagerhaft und Einzug des Vermögens ersetzt wurde. Ab Mai 1931 wurde er beim Bau des Weißmeer-Ostsee-Kanals in der Republik Karelien als Holzfäller eingesetzt. Seine Familie verlor ihre Wohnung in Olgino, und die älteste Tochter wurde aus dem Leningrader Bergbau-Institut ausgeschlossen. Im Herbst 1931 wurde Wittenburg als Bergbau-Geologe auf die Insel Waigatsch geschickt und war dann Chef des geologischen Teils und Senior-Geologe der Waigatsch-Expedition der OGPU. Die Familie konnte ihn 1932 erstmals besuchen. Im Sommer 1933 leitete er die Prospektion auf der Jugor-Halbinsel an der Jugorstraße gegenüber der Insel Waigatsch im Autonome Kreis der Nenzen und entdeckte im Rajon Amderma die reichste sowjetische Fluorit-Lagerstätte, so dass sich künftige Importe erübrigten. Im September 1933 begann bereits der Abbau. Im Sommer 1934 besuchte ihn seine Frau mit ihrer zweiten, 12-jährigen Tochter Jewgenija und wurde dort Expeditionsärztin, während die Tochter die örtliche Schule besuchte. Im Winter 1934/1935 leitete Wittenburg weiter die Prospektion der Expedition, deren Basis Amderma war. Am 12. Juli 1935 wurde festgestellt, dass seine  Strafe unter Anrechnung seiner Polarzeit verbüßt war, so dass er aus der Haft entlassen wurde.
Auf Antrag des Präsidenten der Akademie der Wissenschaften der UdSSR
Alexander Karpinski wurden Wittenburgs Strafen aus dem Strafregister gelöscht, und Wittenburg wurde zum Leiter der Expedition zur Inselgruppe Sewernaja Semlja berufen. Bis 1938 leitete er die Taimyr-Insel-Expedition. Vom 1. Januar 1939 bis zum 4. Februar 1940 war er Senior-Geologe des Arktischen und Antarktischen Forschungsinstituts in Leningrad. Am 5. April 1940 wurde er von der Nord-Bergbau-Geologie-Verwaltung als Senior-Geologe erneut auf die Insel Waigatsch geschickt.
Nach Beginn des Deutsch-Sowjetischen Kriegs wurde die Waigatsch-Expedition mit Wittenburg am 17. Oktober 1941 aufgrund der Bedrohung durch deutsche U-Boote nach Archangelsk evakuiert. Wittenburgs Familie wurde aus dem blockierten Leningrad nach Archangelsk evakuiert. Infolge weiterer Evakuierungen kam Wittenburg nach Syktywkar, wo er an der Geologischen Fakultät der dorthin evakuierten Karelo-Finnischen Universität Petrosawodsk zu lehren begann. Er beteiligte sich an der Prospektion in Uchta und Workuta. 1944 nahm er an der Wangyr-Fluss-Expedition zum Polar-Ural teil.
1945 wurde Wittenburg wieder an das Arktische und Antarktische Forschungsinstitut versetzt. Seine Familie kam im Januar 1946 nach Leningrad zurück. Für sein Buch über die Erzlagerstätten auf der Insel Waigatsch und in Anderma wurde er zum Doktor der geologisch-mineralogischen Wissenschaften promoviert. Ab Januar 1947 arbeitete er an der 1945 gegründeten Arktis-Marine-Hochschule (WAMU). Im Zusammenhang mit der Leningrader Affäre wurde er am 15. März 1950 aus der WAMU entlassen. Darauf arbeitete er bei der Fernost-Aerogeologie-Expedition mit, bis er am 1. Juni 1951 in Pension ging.
Wittenburg wurde 1954 eingeladen, als Berater bei der Kartierung der Quartär-Sedimente des asiatischen Teils der UdSSR mitzuarbeiten. Nach seiner Rehabilitierung 1957 beteiligte er sich an den Aktivitäten der Geographischen Gesellschaft. Er erhielt ein Grundstück in Selenogorsk, auf dem er sich ein Haus baute.
Wittenburg starb am 29. Januar 1968 in Leningrad und wurde auf dem Selenogorsker Friedhof begraben. Seine Frau war bereits 1962 gestorben.

## Werke (Auswahl)
- Ueber einige Triasfossilien von Spitzbergen : Der Akademie vorgelegt am 15/28 September 1910
- Ueber Triasfossilien vom Flusse Dulgolach : Der Akademie vorgelegt am 13. Okt. 1910
- Полярные страны, 1914–1924 гг. = The polar regions, 1914–1924 (mit Charles Rabot)
- Geofizičeskie problemy Jakutii (Matériaux de la commission pour l'étude de la République Autonome Sov. Soc. Jakoute ; Livr. 11, Leningrad : Akademija Nauk – Leipzig : Voss' Sortiment, 1928)